# Himertosoma seyrigi
Himertosoma seyrigi är en stekelart som beskrevs av Henry Keith Townes, Jr. 1970. Himertosoma seyrigi ingår i släktet Himertosoma och familjen brokparasitsteklar. Inga underarter finns listade i Catalogue of Life.